# 3-й Угрешский проезд
3-й Угре́шский прое́зд — проезд в Юго-Восточном административном округе города Москвы на территории района Печатники.

## Происхождение названия
Проезд назван в 1958 году по близлежащей железнодорожной станции «Угрешская» Окружной железной дороги.

## Описание
Проезд проходит между Угрешской улицей и Южнопортовой улицей.

## Транспорт
По проезду проходят автобусы 193, 736, на проезде расположена одноимённая остановка указанных маршрутов. У северного конца проезда расположено разворотное кольцо и остановка трамваев 12, 43.
В 230 метрах от начала проезда расположена станция Московского центрального кольца  Угрешская.

## Примечательные здания и сооружения
Проезд проходит по территории промзоны, на нём расположены 82 здания, преимущественно нежилых.